# Imeni Borysa Olijnyka
Stacja Imeni Borysa Olijnyka (ukr. Імені Бориса Олійника) – stacja kolejowa w miejscowości Kułykiwka, w rejonie czernihowskim, w obwodzie czernihowskim, na Ukrainie. Położona jest na linii Czernihów – Niżyn.
Pierwotnie stacja nosiła nazwę Drozdiwka (ukr. Дроздівка). 21 października 2000 zmieniono jej nazwę na obecną, upamiętniającą Borysa Olijnyka – naczelnika Kolei Południowo-Zachodniej w latach 1980 - 1999 i pierwszego prezesa Ukrzaliznycy po uzyskaniu przez Ukrainę niepodległości (1991 - 1993), zamordowanego 1 października 1999.